# Korea Południowa na Zimowych Igrzyskach Olimpijskich 1956
Korę Południową na Zimowych Igrzyskach Olimpijskich 1956 reprezentowało czterech zawodników (sami mężczyźni). Był to drugi start reprezentacji Korei Południowej na zimowych igrzyskach olimpijskich. Wszyscy zawodnicy startowali w łyżwiarstwie szybkim.

## Skład kadry

### Łyżwiarstwo szybkie
Mężczyźni
| Zawodnik        | Konkurencja   | Konkurencja   | Konkurencja    | Konkurencja    | Konkurencja    | Konkurencja    | Konkurencja      | Konkurencja      |
| Zawodnik        | Bieg na 500 m | Bieg na 500 m | Bieg na 1500 m | Bieg na 1500 m | Bieg na 5000 m | Bieg na 5000 m | Bieg na 10 000 m | Bieg na 10 000 m |
| Zawodnik        | Czas          | Miejsce       | Czas           | Miejsce        | Czas           | Miejsce        | Czas             | Miejsce          |
| --------------- | ------------- | ------------- | -------------- | -------------- | -------------- | -------------- | ---------------- | ---------------- |
| Jang Yeong      | 43,5          | 28.           | 2:16,7         | 29.            | 8:17,6         | 23.            |                  |                  |
| Jo Yun-sik      | 44,0          | 34.           | 2:20,0         | 42.            |                |                |                  |                  |
| Kim Jong-sun    |               |               | 2:20,5         | 44.            | 8:34,3         | 36.            | 17:59,2          | 30.              |
| Pyeon Chang-nam |               |               | 2:23,5         | 51.            | 8:36,7         | 37.            |                  |                  |